# سیارک ۱۷۷۴۱۵
سیارک ۱۷۷۴۱۵ (به انگلیسی: 177415 Queloz، نامگذاری:2004CK3) صد و هفتاد و هفت هزار و چهارصد و پانزدهمین سیارک کشف شده‌است که در ۹ فوریه ۲۰۰۴ کشف شد.